# DSA-700
La DSA-700 es una carretera perteneciente a la Red Primaria de la Diputación Provincial de Salamanca que une la localidad de Aldeaseca de la Frontera con la localidad de Cantalapiedra.
Además de estas localidades, también pasa por Zorita de la Frontera y Palaciosrubios.
Como curiosidad cabe decir que, pese a que por el código de esta carretera comience por DSA-7, esta carretera está situada íntegramente en el sector 6 de carreteras de la Diputación de Salamanca, ya que no existe un sector 7.

## Origen y Destino
La carretera  DSA-700  tiene su origen en Aldeaseca de la Frontera en la intersección con la carretera  SA-801  y termina en la intersección con las carreteras  SA-800  y  SC-SA-9  en Cantalapiedra formando parte de la Red de carreteras de Salamanca.